# Wielki łańcuch bytu

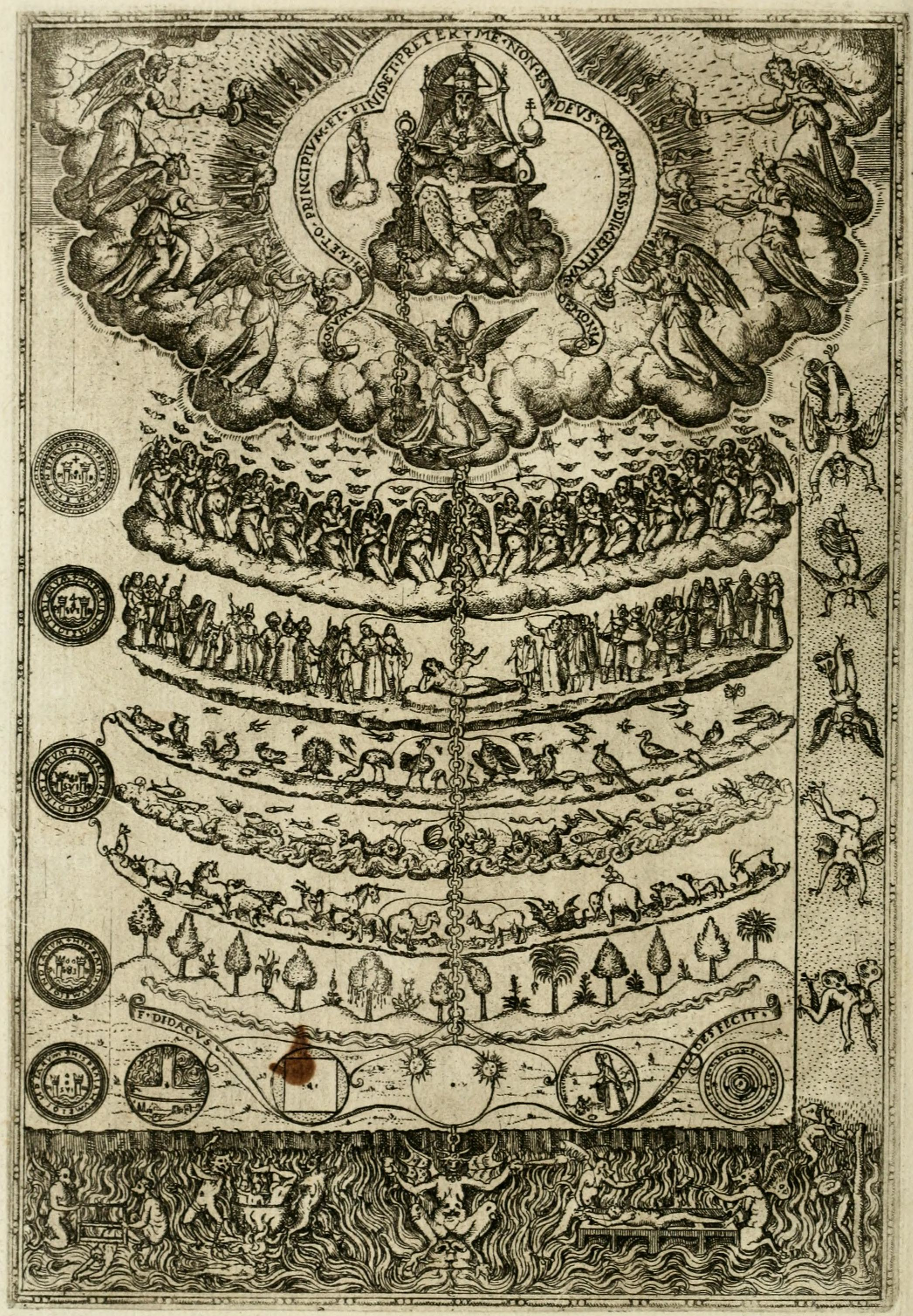
Scala naturae (Didacus Valdes, Retorica Christiana, 1579)

Wielki łańcuch bytu, drabina jestestw, drabina bytów (łac. scala naturae) – koncept wywodzący się z filozofii greckiej (Platona, Arystotelesa). Opisuje hierarchiczny system świata, oparty na dekrecie sił niebiańskich. W tym systemie na szczycie są bogowie (lub Bóg), pod nim anioły, demony, ludzie, zwierzęta, drzewa i inne rośliny, a w końcu (na dole) szlachetne kamienie, metale i inne minerały.